# Rogas banksi
Rogas banksi är en stekelart som först beskrevs av Baker 1917.  Rogas banksi ingår i släktet Rogas och familjen bracksteklar. Inga underarter finns listade i Catalogue of Life.